# Вольский военный институт материального обеспечения
Вольский военный институт материального обеспечения — высшее военно-учебное заведение, основанное 23 февраля 1928 года, осуществлявшее подготовку офицерских кадров для тыловых служб Вооружённых Сил СССР и Российской Федерации. С 16 сентября 1998 года в качестве филиала входит в структуру Военной академии материально-технического обеспечения имени А. В. Хрулёва.

## История

### Предыстория
В 1821 году в город Вольск из Воронежской губернии был передислоцирован Елисаветградский гусарский полк. В 1823 по 1829 год на базе полка, с 1829 по 1853 год на базе 3-й бригады Саратовских батальонов военных кантонистов велась подготовка юношей к военной службе, подготовившая более тринадцати тысяч человек. В 1858 году на базе школы военных кантонистов была открыта Саратовское училище военного ведомства, в 1868 году училище военного ведомства было преобразовано в военную прогимназию. 
В 1882 году военные гимназии были преобразованы в кадетские корпуса, а военные прогимназии были закрыты и только в 1885 году Вольская военная прогимназия была реорганизована в Вольскую военную школу. В 1908 году на базе Вольской военной школы был образован Вольский кадетский корпус, ставший тридцать шестым и предпоследним из всех кадетских корпусов Российской империи. 29 мая 1914 года произошёл первый выпуск в Вольском кадетском корпусе. 19 апреля 1918 года Постановлением Вольского Совета народных комиссаров Вольский кадетский корпус был закрыт.

### Основная история
13 июля 1928 года Приказом РВСР № 221 в городе Вольске была создана Объединённая школа лётчиков и авиационных техников и 7 ноября 1928 года в школе был начат учебный процесс. 6 июня 1931 года Приказом  Революционного военного совета СССР Объединённая школа лётчиков и авиационных техников была переименована во Вторую Вольскую военную школу авиационных техников. 11 марта 1932 года Постановлением  ВЦИК № 10 школе было присвоено почётное наименование «Ленинского Краснознамённого комсомола». 
13 мая 1937 года Приказом наркома обороны СССР № 067 на базе школы было создано Вольское военное авиационно-техническое училище. 5 февраля 1941 года Приказом Наркомата обороны СССР № 048  23 февраля 1928 года был определён годовым праздником училища. 5 февраля 1941 года приказом Наркомата обороны СССР № 049 на базе военного авиационно-технического училища была создана Первая Вольская военная авиационная школа авиамехаников. В период Великой Отечественной войны училище готовило офицеров авиации для военно-воздушных сил военного периода для нужд фронта. Целая плеяда выпускников училища того периода были удостоены звания Герой Советского Союза.
В 1951 году согласно директиве Генерального штаба Вооружённых сил СССР военная авиационная школа авиамехаников была реорганизована в Первое Вольское военное авиационно-техническое училище, с получением средне-специального образования и сроком обучения два года, с 1953 года срок обучения был увеличен на один год и составил три года. 31 декабря 1959 года Приказом министра обороны СССР  Первое  Вольское военное авиационно-техническое училище было переведено в состав РВСН СССР. 22 декабря 1962 года на базе военного авиационно-технического училища было создано Вольское командно-техническое училище имени Ленинского Краснознамённого комсомола.
2 июля 1964 года директивой Генерального штаба Вооружённых сил СССР  и начальника Тыла Вооружённых сил СССР командно-техническое училище было реорганизовано в Вольское военное училище имени Ленинского Краснознамённого комсомола с передачей в структуру Тыла Вооружённых сил СССР. 24 июня 1971 года Постановлением Совета Министров СССР и Приказа министра обороны СССР Вольское военное училище было  преобразовано в Вольское высшее военное училище тыла имени Ленинского Краснознамённого комсомола, став высшем военно-учебным заведением, со сроком обучения четыре года. 13 сентября 1978 года Указом Президиума Верховного Совета СССР Вольское высшее военное училище тыла было удостоено Орденом Красной Звезды. 
С 1994 года училище было переведено на пятилетний срок обучения. 16 сентября 1998 года Приказом министра обороны Российской Федерации № 417 Вольское высшее военное училище тыла входит в состав Военной академии тыла и транспорта в качестве его филиала. 1 января 2005 года Вольский филиал Военной академии тыла и транспорта вновь был переименован в Вольское высшее военное училище тыла (Военный институт тыла). В числе профессорско-преподавательского состава института имеется: 9 докторов и 119 кандидатов наук. За существования Вольского военного училища 35 его выпускника были удостоены звания Герой Советского Союза, причём двое были удостоены этого звания дважды — И. С. Полбин и В. И. Мыхлик, два выпускника были удостоены звания Герой Социалистического Труда и один звания — Герой Российской Федерации, более 80 выпускников впоследствии были удостоены генеральских званий.
Постановлением Правительства Российской Федерации № 1009 от 29 августа 1998 года «Вольское высшее военное училище тыла имени Ленинского комсомола» реорганизовано путем присоединения к Военной академии тыла и транспорта (г. Санкт-Петербург) в качестве филиала.
Постановлением от 09.07.2004 на базе филиала Военной академии тыла и транспорта имени генерала армии А. В. Хрулева в г.Вольске создано «Вольское высшее военное училище тыла (военный институт)».
Постановлением от 24.12.2008 «Вольское высшее военное училище тыла (военный институт)» реорганизвано в форме присоединения к академии «Военная академия тыла и транспорта имени генерала армии А. В. Хрулева».
В апреле 2010 «Вольское высшее военное училище тыла (военный институт)» реорганизовано в Вольский военный институт тыла (филиал) Военной академии тыла и транспорта имени генерала армии А.В. Хрулёва Министерства обороны Российской Федерации.
С сентября 2013 года реорганизован в Вольский военный институт материального обеспечения.
В 2023 году в Вольском военном институте разразился скандал, когда учащиеся 5-го курса факультета обеспечения горючим отметили дату 100 дней до окончания учёбы, разгромив казарму первокурсников, сломав в ней мебель и облившись шампанским. Начальник института Вячеслав Зенков и два его заместителя были отстранены от своих должностей, исполняющим обязанности начальника института стал полковник Ахмед Кажаров. 11 курсантов, устроивших погром, были отчислены.
27 мая 2025 года ансамбль зданий Вольского военного института «Кадетские корпуса конца XIX — начала XX в.», расположенный на улице Горького обрёл статус объекта культурного наследия регионального значения.

## Руководство
- 1928—1931 — комбриг Жаров, Фёдор Иванович
- 1931—1933 — комдив Николаев, Михаил Тимофеевич
- 1933—1936 — комдив Якубов, Роза Абдуллаевич
- 1936—1937 — военинженер 1-го ранга Баранов, Кирилл Яковлевич
- 1937—1941 — инженер-полковник Хадеев, Степан Петрович
- 1942—1949 — инженер-полковник Христюк, Степан Харитонович
- 1949—1955 — инженер-полковник Никифоров, Яков Александрович
- 1955—1959 — инженер-полковник Терехов, Сергей Дмитриевич
- 1959—1965 — генерал-майор Кичигин, Александр Иванович
- 1965—1968 — генерал-майор Гаретнин, Николай Иванович[14]
- 1968—1976 — генерал-майор Горюн, Владимир Фёдорович
- 1976—1986 — генерал-лейтенант Толмачёв, Николай Михайлович
- 1986—1991 — генерал-майор Мукомолов, Владимир Николаевич
- 1991—2001 — генерал-майор Громов, Евгений Сергеевич
- 2001—2002 — полковник[15] Мухоед, Сергей Дмитриевич
- 2002—2015 — генерал-майор Горбунов, Михаил Михайлович
- 2015—2020: генерал-майор Рихель, Сергей Григорьевич[10]
- 2020[16]—2023: полковник Зенков, Вячеслав Юрьевич[11]
- 2023[11]—2024: полковник Кажаров, Ахмед Мусарбиевич (и. о.)
- 11 августа 2024—н. в.: полковник Чукавов, Дмитрий Васильевич[17]

## Награды
- 13 сентября 1978 года — «За большие заслуги в подготовке офицерских кадров[18]»
- Орден Кутузова (22 февраля 2023 года) — за заслуги в укреплении обороноспособности страны и подготовку высококвалифицированных военных кадров[19].